# 大嶋勝
大嶋 勝（おおしま まさる、1965年〈昭和40年〉12月16日 - ）は、京都府出身の日本の外交官。
国際連合日本政府代表部公使などを経て、2023年8月から在ニュージーランド大使館公使を務める。

## 略歴
- 1988年　外務省専門職員採用試験合格
- 1989年3月　関西学院大学法学部法律学科卒業
- 1989年4月　外務省入省
- 2013年8月　Ⅰ種職員抜擢
- 2013年8月　国際法局経済条約課 条約交渉官
- 2016年7月　経済局国際貿易課長
- 2018年8月　内閣官房副長官補付 内閣参事官 兼 内閣官房ＴＰＰ等政府対策本部員 兼 内閣官房日本経済再生総合事務局 参事官
- 2020年7月　国際連合日本政府代表部 参事官
- 2022年7月　国際連合日本政府代表部 公使
- 2023年8月　在ニュージーランド日本国大使館 公使